# Sofosbuvir
A sofosbuvir, amelyet Sovaldi márkanéven forgalmaznak, a hepatitis C kezelésére szolgáló hatóanyag. Csak ribavirin, peginterferon-alfa, szimeprevir, ledipasvir, daclastavir vagy velpatasvir hatóanyagok kombinációjával alkalmazható.  A gyógyulási arány 30–97%, az érintett hepatitis C vírus altípusától függően. A terhesség alatt a biztonság nem egyértelmű; a kombinációban alkalmazott gyógyszerek némelyike magzatkárosító hatással bír.  Beviteli módja a szájon keresztüli adminisztráció.
Gyakori mellékhatások közé tartozik a fáradtságérzés, fejfájás, émelygés és alvászavar.  A mellékhatások általában gyakoribbak az interferonnal kombinált kezelések esetében.  A sofosbuvir reaktiválhatja a hepatitis B-t azon betegek esetében, akik korábban fertőzöttek voltak. Kombinálva a ledipasvir, daclatasvir vagy simeprevir hatóanyagokkal, a kórosan alacsony pulzusszám kockázata miatt nem ajánlott amiodaronnal együtt alkalmazni. A sofosbuvir a nukleotid analóg gyógyszercsaládba tartozik és a hepatitis C NS5B fehérje blokkolálával fejti ki hatását.
A sofosbuvirt 2007-ben fedezték fel, és 2013-ban engedélyezték orvosi felhasználásra az Amerikai Egyesült Államokban. Továbbá szerepel az Egészségügyi Világszervezet (WHO) alapvető gyógyszerlistáján is.  Forgalomba kerülése utáni első 30 hét alatt több mint 60 ezer pácienst kezeltek sofosbuvirrel az Amerikai Egyesült Államokban. 
 

## Orvosi felhasználás

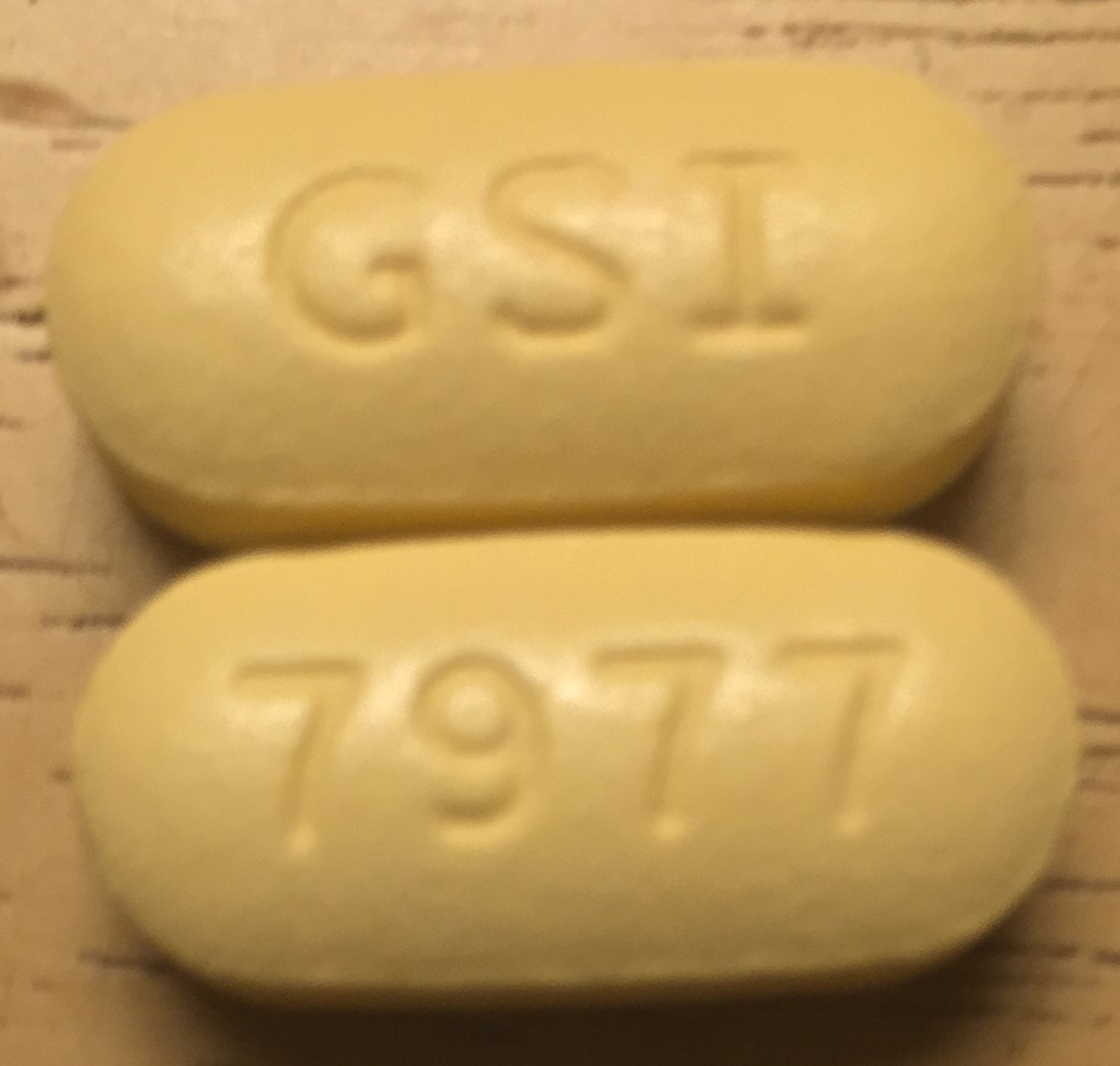
Sofosbuvir (Sovaldi) 400mg

### Hepatitis C kezdeti kezelése
2016-ban az Amerikai Májbetegségek Tanulmányi Szövetsége és az Amberikai Fertőző Betegségek Társasága közösen ajánlást tett közzé a hepatitis C kezelésére. Ebben az ajánlásban a más gyógyszerekkel kombinációban alkalmazott sofosbuvir az összes elsővonalbeli kezelés része a HCV 1.,2.,3.,4.,5. és 6. genotípusa esetében és a másodvonalbeli terápiában is megjelenik.  A sofosbuvir és a velpatasvir kombinációja minden olyan genotípus esetében ajánlott, amelynek gyógyulási aránya meghaladja a 90% -ot és a legtöbb esetben közel 100%. A kezelés időtartama általában 12 hét.
A sofosbuvirt mást gyógyszerekkel együtt és hosszabb kezelési időtartamokban is alkalmazzák, az adott körülményektől, genotípustól és költséghatékonyságon alapuló perspektíváktól függően. Például az 1.,4.,5. és 6. genotípusú hepatitis C fertőzések kezelésére a sofosbuvir alkalmazható a virális NS6A inhibior ledipasvirrel kombinálva. A 2-es és 3-as típusú HCV fertőzésekben daclatasvirrel együtt alkalmazzák. Cirrhosis vagy májtranszplantánt betegek kezelésére időnként testtömeg alapú dózisolásban ribavirint adnak. A peginterferon sofosbuvirrel vagy anélkül már nem ajánlott a kezdeti HCV-kezelés során.
A korábbi kezelésekhez képest a sofosbuvir alapú terápiás sémák magasabb gyógyulási arányt, kevesebb mellékhatást és 2-4-szeresére csökkentett terápiás időtartamot biztosítanak. A sofosbuvir lehetővé teszi a legtöbb ember sikeres kezelését peginterferon vagy egyéb súlyos mellékhatással járó injektálható gyógyszer alkalmazása nélkül, amely a hepatitis C vírus kezelésében a korábbi gyógyszerkombinációk egyik kulcseleme.

### Korábbi sikertelen kezelés
Azoknál az embereknél, akiknél a hepatitis C fertőzés valamilyen kombinált terápiájával a kezelés sikertelenségét tapasztalták, a következő lehetséges lépések egyike a sofosbuvir és a ledipasvir vagy a daclatasvir újrakezelése lehet ribavirinnel vagy anélkül. Figyelembe kell venni, hogy milyen genotípusú a vírus és hogy milyen kombinációs terápiát vett igénybe a beteg korábban a következő kombináció eldöntésekor. Az újbóli kezelés időtartama 12 és 24 hét között is változhat, attól függően, hogy milyen hatóanyagok használnak az újbóli kezelésére, illetve, hogy a betegnek kialakult-e májcirrhosisa vagy sem, és hogy a májkárosodás kompenzált vagy dekompenzált cirrhosisnak minősül-e.

### Terhesség és szoptatás
Nem állnak rendelkezésre humán adatok azzal kapcsolatban, hogy a sofosbuvir veszélyezteti-e a terhesség kimenetelét. A ribavirint, amelyet a sofosbuvirrel együtt alkalmazzák a hepatitis C kezelésére, az FDA a X. terhességi kategóriába sorolja, azaz terhesség esetében ellenjavallt. A hepatitis C-ben szenvedő, ribavirit szedő terhes nőknél születési rendellenességek és magzatkori elhalálozás mutatkozott. A ribavirin által okozott káros magzati rendellenességek csökkentése érdekében a terhes nőknél és férfi szexuális partnereiknél kerülni kell a sofosbuvir/ribavirin kombinációkat. Azoknál a nőknél, akik esetleg teherbe eshetnek, a sofosbuvir/ribavirin/peginterferon kombinált kezelés megkezdése előtt 2 hónappal terhességi tesztet kell végezniük, majd havonta a kezelés ideje alatt és hat hónappal utána is, hogy csökkentsék a magzati károsodás kockázatát a terhesség ideje alatt. Nem ismert, hogy a sofosbuvir és a ribavirin átjut-e az anyatejbe, ezért nem ajánlott a szoptatás a kezelés időtartama alatt.

## Ellenjavallatok
A sofosbuvir önmagában történő alkalmazásakor nincsenek specifikus ellenjavallatok. Azonban, amikor kombinációban alkalmazzuk a ribavirinnel vagy peginterferon alfa/ribavirinnel, az azokat érintő ellenjavallatok érvényesek.

## Mellékhatások
Önmagában és más gyógyszerekkel, például ribavirinnel, peginterferonnal vagy anélkül kombinálva alkalmazott sofosbuvir jó biztonsági profillal rendelkezik. Gyakori mellékhatás a fáradtság, fejfájás, hányinger, kiütés, ingerlékenység, szédülés, hátfájás és a vérszegénység. A legtöbb mellékhatás lényegesen gyakoribb az interferontartalmú kezeléseknél, mint az interferon nélkül. Például a fáradtság és a fejfájás majdnem felére csökken, az influenzaszerű tünetek 3-6%-ra csökkennek a 16-18%-hoz képest, és a neutropenia szinte nincs interferonmentes kezelésben.
A sofosbuvir újraaktiválhatja a hepatitis B-t azon betegeknél, akik korábban fertőzöttek voltak. Az Európai Gyógyszerügynökség (EMA) azt javasolta, hogy minden embert vizsgáljanak meg a hepatitis B ellen, mielőtt a sofosbuvirt hepatitis C-re kezdik, hogy minimalizálják a hepatitis B reaktivációjának kockázatát.

## Interakciók
A sofosbuvir (ledipasvir, daclatasvir vagy simeprevir kombinációban) nem alkalmazható amiodaronnal a kóros lassú szívverés kockázata végett.
A sofosbuvir a p-glikoprotein, egy transzporter fehérje szubsztrátja, amely a bél hámsejtjeiből származó gyógyszereket és egyéb anyagokat az intesztinális epithelium sejtekből a belekbe. Ezért a bél p-glikoprotein induktorai, például a rifampicin és az orbáncfű csökkenthetik a sofosbuvir felszívódását.
Ezenkívül a sofosburi antikonvulzív szerekkel (karbamazepin, fenitoin, fenobarbitál, oxkarbazepin), antimikotikumok (rifampin, rifabutin, rifapentin), valamint a HIV-proteáz gátló tipranavir és ritonavir együttes alkalmazása várhatóan csökkenti a sofosbuvir koncentrációját. Így az együttes alkalmazásuk nem ajánlott.
A sofosbuvir és számos más gyógyszer, például a ciklosporin, a darunavir/ritonavir, az efavirenz, az emtricitabin, a metadon, a raltegravir, a rilpivirin, a takrolimusz vagy a tenofovir-dizoproxil közötti kölcsönhatást klinikai vizsgálatok során értékelték, és ezek egyikéhez sem szükséges dózismódosítás.

## Gyógyszertan

### Hatásmechanizmus
A sofosbuvir inhibitora a hepatitis C NS5B fehérjét. Úgy tűnik, hogy a sofosbuvir a farmakon rezisztencia kialakulását jelentősen akadályozza.
A sofosbuvir egy protide típusú prodrug, amelynek során az aktív foszforilezett nukleotid sejt permeabilitást és orális biohasznosulást biztosít. Metabolizálódik a GS-461203 aktív vírusellenes formává (2'-dezoxi-2'-a-fluor-P-C-metiluridin-5'-trifoszfát). A GS-461203 az NS5B fehérje hibás szubsztrátjaként szolgál, amely a vírusos RNS-polimeráz, így a vírusos RNS szintézis gátlója is. A sofosbuvir 3'-hidroxilcsoporttal rendelkezik, amely nukleofilként hat egy bejövő NTP-re, egy hasonló nukleotid analóg, a 2'-dezoxi-2'-α-fluor-β-C-metil-citidin viselkedik láncterminátorként, mert a nukleotidanalóg 2'-metilcsoportja szterikus ütközést okoz egy bejövő NTP-vel.

### Farmakokinetika
A sofosbuvirt csak orálisan adják be. Az orális beadás során a csúcskoncentráció 0,5 – 2 órával az adagolás után jelenik meg függetlenül a kezdeti dózistól. A keringő GS-331077 metabolit csúcskoncentrációja a plazmában az adagolás után 2-4 órával jelentkezik. A GS-331077 egy farmakológiailag inaktív nukleozid. A sofosbuvir plazmafehérjéhez való kötődés mértéke 61-65%, míg a GS-331077 csak minimálisan kötődik.    
A sofosbuvirt a májban a GS-461203 trifoszfáttá aktiválja a karboxilészter csoport hidrolízisével, a katepszin A vagy a karboxilészteráz 1 enzimek bármelyike által, majd a foszforamid rész hasítja a hisztidin triád nukleotidkötő fehérje 1 (HINT1) enzimet, és ezt követő ismételt foszforilezés következik be. A defoszforilezéssel létrejön az inaktív GS-331077 metabolit. A sofosbuvir felezési ideje 0,4 óra, a GS-331077 felezési ideje 27 óra. Egy átlagos 400 mg-os dózist követően a sofosbuvir 80%-a vizelettel, 14%-a széklettel ürül és 2,5%-a kilélegzés során távozik.

## Kémia
A sofosbuvir felfedezése előtt számos nukleozid analógot vizsgáltak a hepatitis C kezelésére, de ezek viszonylag alacsony hatékonysággal bírtak. Ez az alacsony hatékonyság részben azért fordult elő, mert a trifoszfát három foszfátcsoportja közül az első enzimes addíciója lassú folyamat. A sofosbuvir ProTide megközelítésen alapuló kialakítása elkerüli ezt a lassú lépést azáltal, hogy a szintézis során az első foszfátcsoportot beépíti a gyógyszer szerkezetébe. További csoportok kapcsolódnak a foszfátrészhez, hogy ideiglenesen elfedjék annak két negatív töltését, megkönnyítve ezzel a hatóanyag bejutását a fertőzött sejtbe. Az NS5B fehérje egy RNS-függő RNS-polimeráz, amely kritikus a vírus reprodukciós ciklusa szempontjából.

Szofoszbuvir anyagcsere. Nukleozid = GS-331077, aktív trifoszfát = GS-461203

## Történelem
A sofosbuvirt 2007-ben fedezte fel Michael Sofia, a Pharmasset tudoása, és a gyógyszert először 2010-ben tesztelték embereken. 2011-ben a Gilead Sciences körülbelül 11 milliárd dollárért megvásárolta a Pharmassetet. A Gilead 2013 áprilisában benyújtotta a sofosbuvir és a ribavirin kombinációjával kapcsolatos új gyógyszer forgalomba hozatali engedélyét. 2013 decemberében az FDA jóváhagyta a sofosbuvirt ribavirinnel kombinálva a HCV 2. és 3. genotípusának kezelésére, orális adagolásban, valamint injekcióval beadott pegilált interferonnal hármas kombinációban. 2014-ben lett rögzítve a sofosbuvir/ledipasvir kombinált gyógyszer, amely utóbbi az NS5A vírus inhibitora.
A sofosbuvir elérhetősége előtt a hepatitis C kezelések 6-12 hónapos kezelést igényeltek egy interferon alapú sémával, amely 70% -os vagy annál kevesebb gyógyulási arányt biztosított, és súlyos mellékhatásokkal járt együtt, beleértve vérszegénységet, depressziót, súlyos kiütéseket, hányingert, hasmenést, és fáradtságot. Sofosbuvir amerikai piacra dobása a történelem minden új kábítószere közül a leggyorsabb volt.  Az amerikai piacon az első 30 hét alatt több mint 60 000 embert kezeltek sofosbuvirrel, ez az Egyesült Államok fertőzött lakosságának körülbelül 5% -a.

## Kutatás
A sofosbuvir és az NS5A inhibitorok, például a daclatasvir, a ledipasvir vagy a velpatasvir kombinációi a HCV-vel fertőzött emberek tartós, akár 100%-os virológiai válaszarányát mutatták. A legtöbb tanulmány azt mutatja, hogy a hatékonysági arány 94 és 97% között van, sokkal magasabban, mint a korábbi kezelési lehetőségek esetében.
A sofosbuvirt más vírusok ellen is tesztelik, például a Zika vírus és a SARS-CoV-2 vírus esetében is.